# Digeanne
Die Digeanne ist ein Fluss in Frankreich, der im Département Côte-d’Or in der Region Bourgogne-Franche-Comté verläuft. Sie entspringt am Plateau von Langres, im Gemeindegebiet von Minot, entwässert generell Richtung Nordwest bis Nord und mündet nach rund 28 Kilometern im Gemeindegebiet von Voulaines-les-Templiers als linker Nebenfluss in die Ource.

## Orte am Fluss
(Reihenfolge in Fließrichtung)
- Minot
- Saint-Broing-les-Moines
- Montmoyen
- Essarois
- Voulaines-les-Templiers